# Махошевська
Махошевська — станиця в Мостовському районі Краснодарського краю, утворює Махошевське сільське поселення.
Населення близько двох тисяч мешканців.
Станиця розташована верхів'ях річки Фарс (притока Лаби), на межі гірсько-лісової зони, за 32 км північно-західніше районного центру — смт Мостовський. За 5 км північніше розташована станиця Ярославська.